# Perania coryne
Perania coryne là một loài nhện trong họ Tetrablemmidae.
Loài này thuộc chi Perania. Perania coryne được Schwendinger miêu tả năm 1994.